# 北塘海鲜街
北塘海鲜街是一条坐落在天津滨海新区北塘街道的特色饮食街区。北塘海鲜街全长300米，现有餐厅22家，餐厅都是由约400个二手集装箱搭建而成，以海鲜菜系为主。未来北塘海鲜街将会由主副两条商业街、31个集装箱餐厅组成。占地面积将会达到6万平方米，建筑面积将达到1.3万平方米。